# Ložišća
Ložišće je naselje na otoku Braču (Hrvaška), ki upravno spada pod občino Milna; le-ta pa spada pod Splitsko-dalmatinsko županijo.
Ložišće je vas v notranjosti, na zahodnem delu otoka Brača. V bližini vasi, na poti proti Nerezišču, je prazgodovinska gomila »Vela gomila«. Nad zalivom Bobovišća pri zaselku Luka so najdeni ostanki iz bakrene dobe. Severovzhodno od vasi stoji cerkev Gospe Stomorice, ki je bila grajena in prezidana v obdobju od 9. do 12. stoletja. V samem Ložišću stoji Župnijska cerkev iz 1820 in spomenik padlim borcem NOB.

## Demografija
| Pregled števila prebivalcev po letih | Pregled števila prebivalcev po letih | Pregled števila prebivalcev po letih | Pregled števila prebivalcev po letih | Pregled števila prebivalcev po letih | Pregled števila prebivalcev po letih | Pregled števila prebivalcev po letih | Pregled števila prebivalcev po letih | Pregled števila prebivalcev po letih | Pregled števila prebivalcev po letih | Pregled števila prebivalcev po letih | Pregled števila prebivalcev po letih | Pregled števila prebivalcev po letih | Pregled števila prebivalcev po letih | Pregled števila prebivalcev po letih |
| ------------------------------------ | ------------------------------------ | ------------------------------------ | ------------------------------------ | ------------------------------------ | ------------------------------------ | ------------------------------------ | ------------------------------------ | ------------------------------------ | ------------------------------------ | ------------------------------------ | ------------------------------------ | ------------------------------------ | ------------------------------------ | ------------------------------------ |
| 1857                                 | 1869                                 | 1880                                 | 1890                                 | 1900                                 | 1910                                 | 1921                                 | 1931                                 | 1948                                 | 1953                                 | 1961                                 | 1971                                 | 1981                                 | 1991                                 | 2001                                 |
| 892                                  | 0                                    | 1236                                 | 1394                                 | 1473                                 | 1219                                 | 0                                    | 775                                  | 541                                  | 497                                  | 437                                  | 285                                  | 190                                  | 181                                  | 167                                  |